# 肯塔基州第六國會選區
肯塔基州第六國會選區是美國在肯塔基州的國會選區之一。當前眾議員為共和黨的安迪·巴爾，2013年上任至今。